# Autopista Fraternitat i Unitat
L'Autopista Fraternitat i Unitat (Serbocroat: Autoput Bratstvo i Jedinstvo / Аутопут Братствo и Јединствo; Macedònic: Автопат Братство и Единство; Eslovè: Avtocesta Bratstva in Enotnosti) era una autopista de més de 1.182 km a través de la República Federal Socialista de Iugoslàvia, des de la frontera amb Austria amb la frontera amb Grècia. Va ser l'única autopista moderna del país, connectant quatre estats constituents.

## Història
La construcció va començar per iniciativa del President Josip Broz Tito, que va anomenar el projecte com "Carretera de fraternitat i unitat" (Autoput bratstva i jedinstva), eslògan de la Lliga de Comunistes de Iugoslàvia. Una primera secció entre Zagreb i Belgrad, construïda amb l'esforç del l'Exèrcit Popular Iugoslau i de voluntaris de les Joventuts de Brigades de Treball, va ser inaugurada en 1950. La secció entre Ljubljana i Zagreb va ser construïda per uns 54,000 voluntaris en menys de vuit mesos en 1958.
En els anys 1960 i 1970s va ser una ruta molt utilitzada en vacances per immigrants turcs en Àustria i Alemanya Occidental visitant la seva pàtria original, i per turistes de camí al sud-est europeu. Entrar a la comunista però No Alineada Iugoslàvia era de lluny més fàcil, per a persones de països de l'OTAN, que per altres països del Pacte de Varsòvia.
Les seccions següents van ser construïdes entre 1977 i 1991:
- Kranj - Ljubljana: 20 km
- Jankomir Intercanvi (Zagreb bypass) - Slavonski Brod: 207 km
- Sremska Mitrovica - Belgrad - Niš: 277 km

En 1991, diverses seccions van ser afectades per les guerres iugoslaves, causant que el trànsit fos gairebé completament interromput en alguns llocs.

## Categorització internacional
Des de 1975, la carretera era concurrent amb les rutes següents de la xarxa de carreteres europees:
- Ruta europea E61: Villach–Kranj–Ljubljana
- Ruta europea E70: Ljubljana–Zagreb–Sisak–Slavonski Brod–Belgrad
- Ruta europea E75: Belgrad–Niš–Skopje-Veles–Thessaloniki

## Llegat
Des de 1994 la ruta és també part del Pan-Europeu Corredor X que s'estén des de Salzburg a Thessaloniki.
La carretera ha estat contínuament milorada. Des de 2011, és una autopista moderna en tota la seva longitud en:
- Eslovènia - autopista A2
- Croàcia - autopista A3

També ho és a la major part de la seva longitud a:
- Sèrbia - autopista A3 des de l'oest de Belgrad i auopista A1 al sud de Belgrad.
- Macedònia del Nord - autopista M1.

En 2015, les úniques parts que queden com a carretera convencional són uns 70 km (43 mi) km al sud de Sèrbia, entre Vranje i Grdelica Gorge, i uns 30 km al sud de Macedònia del Nord, en Demir Kapija.

## Referéncies
1. ↑  Sić, 1990, p. 23.
2. ↑  Lubej, Uroš «Nova razstava v Dolenjskem muzeju: Cesta, ki je spremenila Dolenjsko» (en slovenian). Park.si, 28-11-2008 [Consulta: 8 gener 2016]. Arxivat 15 de juny 2018 a Wayback Machine. «Còpia arxivada». Arxivat de l'original el 2018-06-15. [Consulta: 8 gener 2016].